# Prosta spółka akcyjna
Prosta spółka akcyjna (P.S.A.) – forma prawna przedsiębiorstwa, będąca uproszczoną wersją spółki akcyjnej, uregulowanej przepisami ustawy z 15 września 2000 – Kodeks spółek handlowych. Została wprowadzona 1 lipca 2021. Prosta spółka akcyjna jest spółką kapitałową. Jest przeznaczona przede wszystkim dla założycieli startupów.

## Geneza prostej spółki akcyjnej w Polsce
Prosta spółka akcyjna pojawiła się w polskim systemie prawnym 1 lipca 2021. Stanowi element pakietu o nazwie „100 zmian dla firm – Pakiet ułatwień dla przedsiębiorców”, realizowanego przez Ministerstwo Rozwoju. Uzupełnia w tym zakresie wdrożoną już ulgę B+R oraz innovation box. Pierwotny termin (1 marca 2020) przesunięto na 1 marca 2021 na wniosek Ministerstwa Sprawiedliwości ze względu na niedokończone prace nad elektronicznym postępowaniem rejestrowym w KRS. Termin ten został przesunięty ponownie na 1 lipca 2021.

## Prosta spółka akcyjna a klasyczna spółka akcyjna
Konstrukcja prostej spółki akcyjnej zakłada uproszczenie niektórych procedur i mechanizmów, właściwych dla klasycznej spółki akcyjnej. Przede wszystkim zdecydowano się na obniżenie minimalnego kapitału akcyjnego do kwoty – 1 zł. Poza tym celem nowej regulacji jest umożliwienie przedsiębiorcom swobodnego kształtowania struktury majątkowej firmy. Prosta spółka akcyjna zatem emituje również akcje bez wartości nominalnej, a założyciele mogą do niej wnieść wkład w postaci know-how, pracy oraz usług, bez konieczności sporządzania jakichkolwiek wycen.

### Założenie i umowa prostej spółki akcyjnej
Prosta spółka akcyjna może zostać utworzona przez jedną albo więcej osób (z wyłączeniem jednoosobowej spółki z o.o.) w każdym prawnie dopuszczalnym celu. Jej rejestracja jest znacząco uproszczona, w stosunku do klasycznej wersji spółki akcyjnej. Umowa P.S.A. może natomiast zostać zawarta przy wykorzystaniu wzorca umowy w formie elektronicznej.

### Organy prostej spółki akcyjnej
W prostej spółce akcyjnej nieco zmodyfikowane zostaną również organy przedsiębiorstwa. Założyciele spółki mogą zdecydować o modelu zarządzania przedsiębiorstwem. Do wyboru mają model monistyczny i dualistyczny, wprowadzając w spółce konstrukcję zarządu lub rady dyrektorów.

### Akcje w prostej spółce akcyjnej
Szczególną formę w prostej spółce akcyjnej mają również akcje. Podobnie jak w klasycznej spółce akcyjnej mają one charakter pieniężny lub/oraz niepieniężny. Nastąpiło poszerzenie katalogu elementów, które mogą zostać uznane za wkład niepieniężny. W prostej spółce akcyjnej wkładem mogą zostać nawet prawa niezbywalne, jak na przykład autorskie prawa osobiste, a także świadczenie pracy.

### Ewidencja akcji
Organy spółki są zobligowane podpisać umowę z jednym z podmiotów, który będzie prowadził rejestr akcji: 
- krajowym bankiem,
- firma inwestycyjną,
- zagraniczną instytucją kredytową prowadzącą działalność maklerską lub bankową na terytorium RP,
- Krajowym Depozytem Papierów Wartościowych S.A.,
- notariuszem.

Na mocy prawa, ewidencja akcji może być prowadzona przez podmiot, który działa w technologii blockchain.

### Rozwiązanie i likwidacja prostej spółki akcyjnej
Celem nowelizacji przepisów prawa handlowego jest również uproszczenie procedury rozwiązania i likwidacji spółki. Między innymi w kontekście likwidacji zredukowano liczbę ogłoszeń o likwidacji spółki z dwóch do jednego, a także skrócono okresu zgłaszania roszczeń przez wierzycieli z sześciu do trzech miesięcy. Dodatkowo wprowadzono możliwość likwidacji poprzez przeniesienie całego majątku istniejącego podmiotu na jednego z akcjonariuszy.
Decydując się na rozwiązanie spółki z jednoczesnym przeprowadzeniem likwidacji, należy pamiętać o powołaniu likwidatorów, których zadaniem będzie zakończenie bieżących spraw i interesów, windykacja należności, czy zabezpieczenie pozostałego majątku PSA.

## Prosta spółka akcyjna w innych państwach europejskich
Polska nie jest jedynym państwem, która wprowadziła prostą spółkę akcyjną do swojego systemu prawnego. Konstrukcja ta już od pewnego czasu działa również w innych państwach europejskich. We Francji nazywana jest Société par actions simplifiée – SAS (forma funkcjonująca od 1994), a na Słowacji Jednoduchá spoločnosť na akcie (forma funkcjonująca od 2017). Z kolei w Finlandii, Holandii, w Niemczech oraz w Czechach tamtejsze spółki pozwalają na skorzystanie z uproszczonych mechanizmów, właściwych dla prostej spółki akcyjnej, w postaci kapitału zakładowego na poziomie 1 euro (holenderska sp. z o.o. – Besloten Vennootschap – B.V., niemiecki podtyp spółki z o.o. (tzw. spółka przedsiębiorcy o ograniczonej odpowiedzialności) – Unternehmergesellschaft (haftungsbeschränkt), czeska spółka z o.o. – společnost s ručením omezeným – s. r. o.) oraz udziałów bez wartości nominalnej (fińska spółka z o.o. – Yksityinen osakeyhtiö – oy)